# 大箕铺镇
大箕铺镇，是中华人民共和国湖北省黃石市大冶市下辖的一个乡镇级行政单位。

## 行政区划
大箕铺镇下辖以下地区：
后畈村、邓垅村、三角桥村、新屋下村、顶笠垴村、下曹村、凤凰村、曹家堍村、高家堍村、叶花香村、柳林村、叶家庄村、水南湾村、方至畈村、五里界村、刘逊村、石家堍村、柯大兴村、小箕铺村、港边村、八流村、石应高村、袁家咀村、东角山村和农科所生活区。